# Casque du Marboré
De Casque du Marboré of veelal korter El Casco of le Casque is een berg van het massief van de Monte Perdido in de Pyreneeën. Le Casque torent hoog boven de Cirque de Gavarnie uit bepaalde eveneens de loop van de grens tussen Spanje en Frankrijk. In deze omgeving loopt deze immers over de hoofdkam van de Pyreneeën en dus over El Casco.
De naam casque (helm) is afgeleid van de vorm van de top. "Marboré" verwijst naar de groep bergtoppen in de omgeving, waaronder onder meer de Pic du Marboré en de Cylindre du Marboré.
De Casque maakt deel uit van de reeks toppen die de Cirque de Gavarnie omringen. Ten oosten van le Casque vindt men zo: "la Tour", "l'Épaule", "le pic de la Cascade" en de Pic du Marboré. De Casque wordt vaak geassocieerd met "la Tour". De afstand tussen beide toppen bedraagt minder dan één kilometer en ze worden via dezelfde weg bereikt. Dit gebeurt doorgaans via de "Pas des Isards", net ten zuiden van de Casque.